# Zámrsk (zámek)
Zámek Zámrsk se nachází ve stejnojmenné obci Zámrsk, v okrese Ústí nad Orlicí, v Pardubickém kraji. Od roku 1964 je chráněn jako kulturní památka. V současné době jsou v budově zámku uloženy fondy Státního oblastního archivu v Hradci Králové (do 31.12.2021 Státní oblastní archiv v Zámrsku).

## Historie

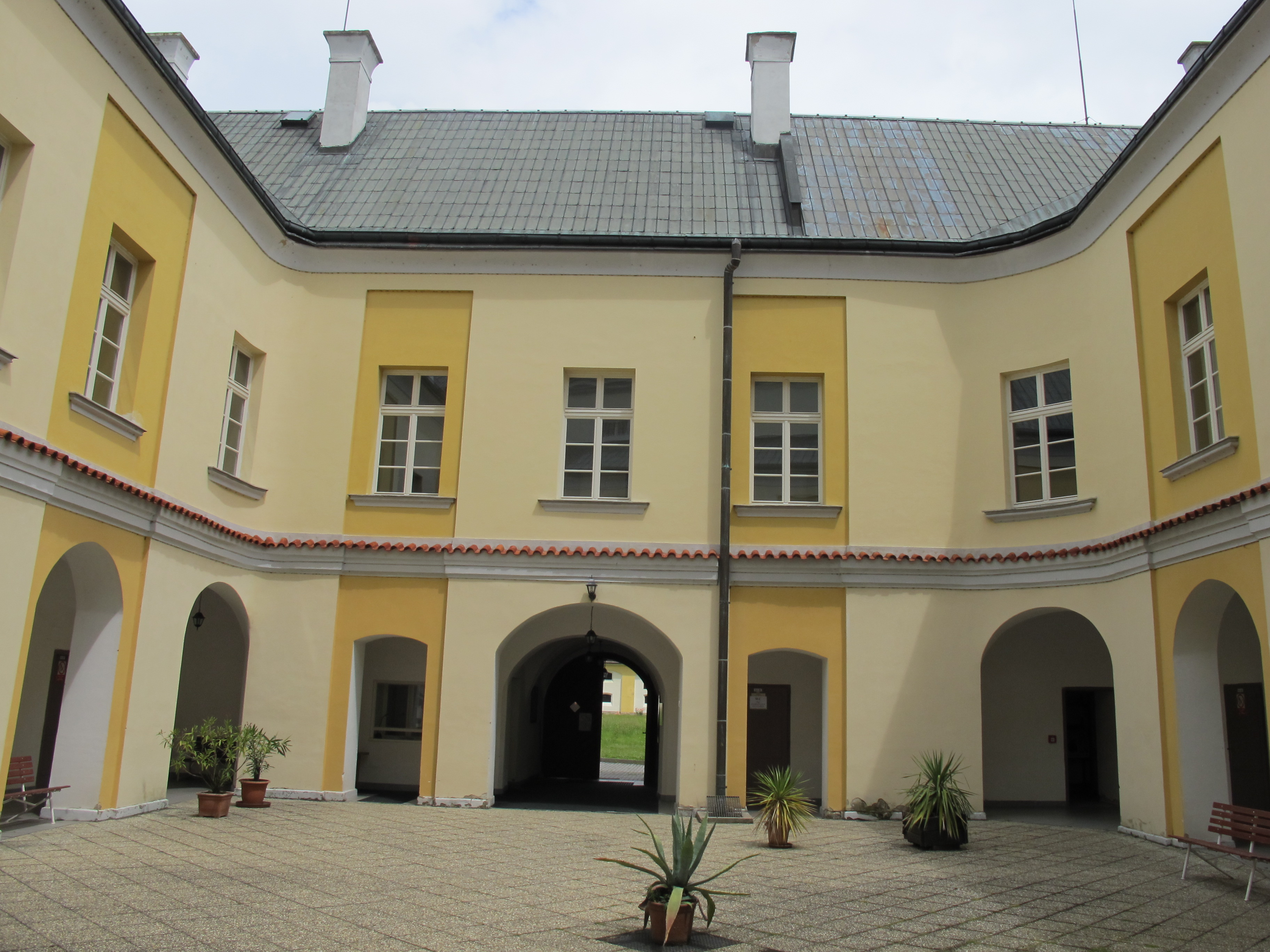
Nádvoří

První zmínka o obci Zámrsku je z roku 1349. První zmínky o tvrzi jsou z roku 1469, kdy byla vypálena vojsky Matyáše Korvína. V doložitelném období 1471–1501 vlastnil tuto tvrz Vaněk ze Zámrsku. V roce 1533 koupil tvrz i s příslušenstvím Jan Lukavský z Lukavice (zemřel 1541) a jeho potomci tvrz v 16. století přestavěli v renesančním slohu.
V roce 1613 byl majitelem zámku pozdější účastník stavovského povstání Karel Kapoun ze Svojkova, jemuž byl majetek po Bílé hoře v roce 1622 zkonfiskován. V roce 1624 zámek a panství odkoupil Albrecht z Valdštejna a postoupil je (ještě téhož roku) Vincenci Muschingerovi z Gumpendorfu. Po jeho smrti v roce 1628 byl majetek odkoupen vyšehradským proboštem a císařským radou Vincenziem Zucconim. Po jeho smrti v roce 1635 se dle závěti stává majitelkou panství císařovna Eleonora, manželka Ferdinanda II. V roce 1640 koupil zámek Zámrsk královský místodržící Albrecht Libštejnský z Kolovrat (1583–1648). V roce 1657 byl majitelem jeho nejmladší syn Leopold Oldřich, který se oženil s Kateřinou Barborou Krakovskou z Kolovrat. Po manželské rozluce se stala majitelkou Kateřina Barbora. V roce 1704 se stal majitelem jejich syn Jan Norbert. Od roku 1736 do 1748 byl majitelem Norbertův syn Rudolf. Po jeho smrti zámek Zámrsk převzala jeho sestra Anna Karolína, která byla provdána za Antonína Víta hraběte z Bubna a Litic.
V roce 1772 zdědila zámek Josefa z Bubna, která jej nechala zpustnout. V roce 1780 koupil zámek v dražbě rytíř Jiří Jeník Zásadský z Gamsendorfu. Roku 1849 prodal Friedrich Jeník z Gamsendorfu velkostatek se zámkem vídeňské obchodnici Karolíně Gottlové. V roce 1924 zámek vyhořel, ale byl v následujících letech 1925–1926 obnoven. Na základě Benešových dekretů byl zámek Zámrsk znárodněn. V roce 1947 byl na zámku zřízen nápravně výchovný ústav pro mladistvé Ministerstva vnitra. Po roce 1948 byli zde umísťováni mladí lidé odsouzení za protistátní činnost. Ústav pro mladistvé byl zrušen v roce 1954 (odsunuty byly dívky) a stal se do roku 1959 věznicí pro muže. V roce 1960 převzal budovy zámku Státní oblastní archiv v Zámrsku. Od 1960 byl zde umístěn Státní oblastní archív s účelovou halou pro ukládání archiválií, s konzervátorskou a restaurátorskou dílnou.

## Stavební podoba
Původním jádrem tvrze byla okrouhlá věž, která se nachází v severovýchodním nároží. Rod Lukavských k věži přistavěl nynější severní křídlo s hlavní vstupní bránou. Dochovány jsou renesanční klenby v prvním patře věže a žebrové klenby v průjezdu a přízemí severního křídla. Za vlastnictví zámku rodem Kolovratů byla renesanční tvrz přestavěna na barokní zámek. Postupně byla dostavěna budova východního křídla v druhé polovině 17. století, západní a jižní křídlo na začátku 18. století, takže vzniklo uzavřené čtyřkřídlé lichoběžníkové nádvoří s arkádami. Západní a jižní křídlo má valeně klenuté arkády. Hlavní vstup s bohatě profilovaným portálem byl v jižním průčelí. V polovině 18. století bylo o jedno patro zvýšeno jižní křídlo a v rozích postaveny osmiboké věže s mansardovou střechou. Přestavbu pravděpodobně provedl Jan Blažej Santini-Aichel. Do zámeckého parku, který vznikl v první polovině 18. století, vedlo široké zahradní schodiště. Rytíř Jeník Zásadský z Gamsendorfu provedl rozsáhlou rekonstrukci zámeckých budov. Byly obnoveny zanedbané střechy, arkády v prvním patře byly zazděny a opatřeny okny, byly provedeny nové fasády. Částečně byl přestavěn interiér zámku. Z obnovy jsou zachovány střechy, část fasád a rozdělení interiéru. Další změny v interiéru byly prováděny po roce 1947. Během osmdesátých let 20. století došlo k propadnutí některých stropů, vlivem zatékání dešťové vody, krytina byla nahrazována měděným plechem. Po roce 1988 byly přerušeny opravy, střecha zůstala nedokončená a nadále docházelo k devastaci stavby. V roce 1990 proběhla rekonstrukce zámku. V letech 1998–1999 bylo upraveno přízemí, sanace zdí. Pro konzervátorskou dílnu byla rekonstruována část budovy v severozápadním nároží . Badatelna byla přenesena z jihozápadní věže do největší místnosti zámku, sálu předků, s kapacitou 24 badatelských míst.
V roce 2013 byla na zámku odhalena pamětní deska Ferdinanda z Bubna a Litic, který se zde roku 1768 narodil.

## Zámecký park

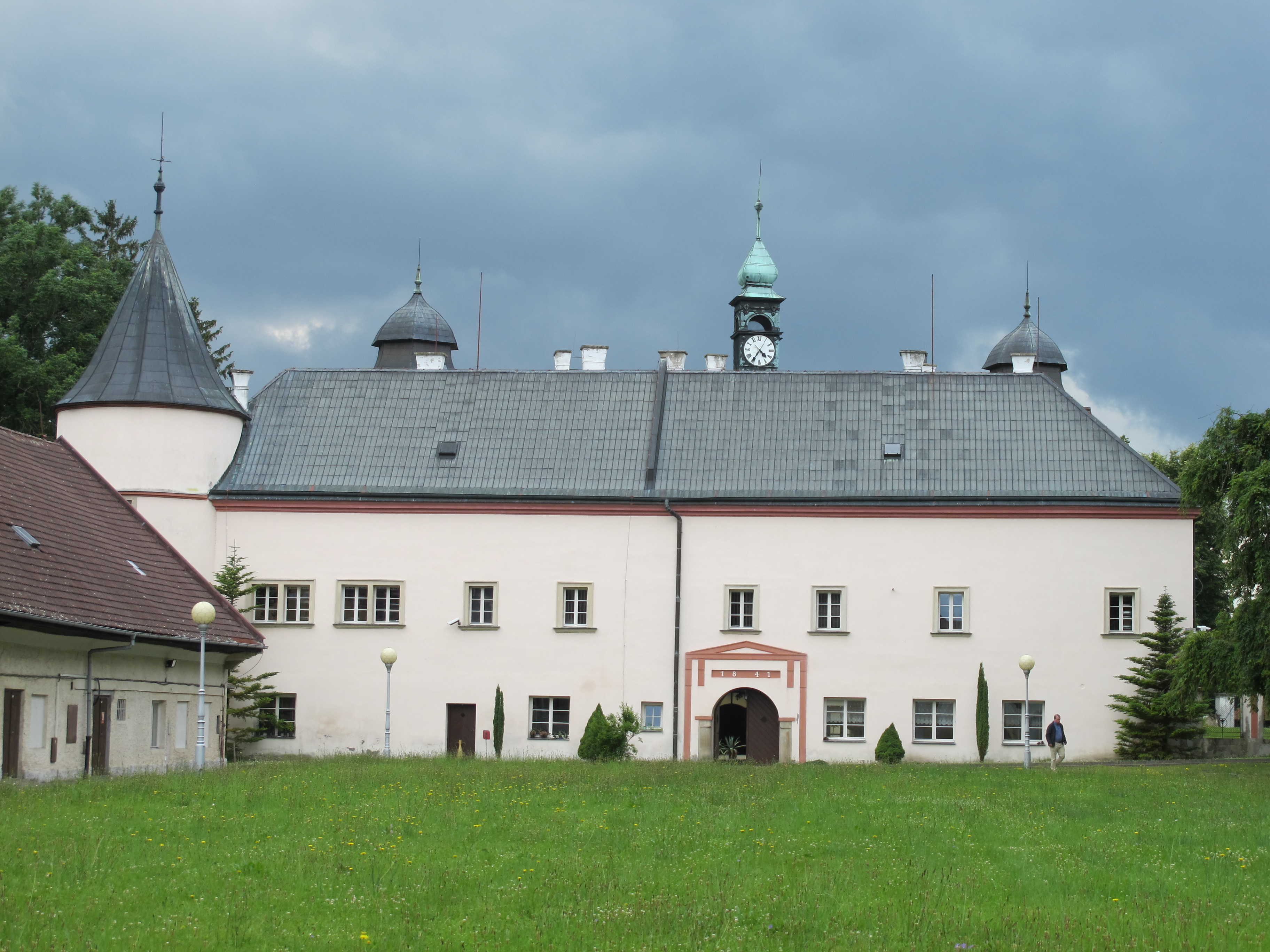
Zámek Zámrsk

Zámecký park vznikl v první polovině 18. století při západním průčelí zámku. V druhé polovině 19. století byl zrušen a vystavěn v jižní části, na místě bývalé kuchyňské zahrady. Jsou dochovány objekty palmového skleníku, dřevěný altán a pískovcová kašna. Park byl ohrazen, v jeho jižní části byl zahradnický domek a ovčín; v současné době je v nich umístěná mateřská škola a pošta.
Součástí zámku byl hospodářský dvůr s vinopalnou a pivovarem.

### Památný strom
V zámeckém parku je chráněná skupina památných stromů, mj. šestikmenná lípa malolistá, která byla vyhlášena památným stromem v roce 1995. Obvod stromů se pohybuje v rozmezí 2 až 4 metrů, jejich výška se odhaduje na 25 m a stáří na 200 let. Lípa byla vyhlášená Stromem roku 2004.

## Doprava
Z Dobříkova ze silnice II/315 vede místní komunikace 3152 přes Zámrsk do Nové Vsi na silnici 35 (E442). Autobusová zastávka Zámrsk, Nová Ves, kříž je vzdálená 1 km od zámku; zastávka Dobříkov, hostinec je vzdálená 1 km od zámku. Vlaková zastávka Dobříkov u Chocně je vzdálená 813 m od zámku; železniční stanice Zámrsk je vzdálená 2 km od zámku. Modrá značka z Vysokého Mýta do Dobříkova a pokračuje s červenou značkou k rozcestníku Nad Hlubokou. Obcí Zámrsk vede cyklotrasa 4186.